# Dombey e hijo
Dombey e hijo (en inglés: Dombey and Son) es una novela escrita por Charles Dickens y su octava novela. Fue publicada en entregas mensuales entre octubre de 1846 y abril de 1848, con el título de Repartos con la firma de Dombey y del hijo: venta al por mayor, venta al por menor y para la exportación. Dickens comenzado a escribir el libro en Lausana, Suiza, antes de volver a Inglaterra vía París para completarlo. Las ilustraciones son obra de Hablot Knight Browne.

## Argumento
La historia trata sobre Paul Dombey, dueño rico de una compañía de envíos, que sueña con tener un hijo para continuar su negocio. El libro comienza cuando su hijo nace, y la esposa de Dombey muere poco después de dar a luz. El niño, también nombrado Paul, es débil y tiene enfermedades frecuentes, además es poco social; los adultos lo llaman “pasado de moda”. A causa de las enfermedades de su hijo el Sr. Dombey lo envía a una escuela cerca del mar, en donde espera que mejore su salud, pero el niño muere con solo seis años.
Tras la muerte de su hijo, Dombey empuja a su hija, Florencia, a separarse de él, mientras ésta intenta ganarse su cariño, lo cual acaba en fracaso. Florenciana desarrolla una aferrada amistad con Walter, quien la rescató cuando ella se perdió de niña. Walter trabaja para Dombey, pero con las manipulaciones del encargado de la firma, Sr. Carker, acaba trabajando en Barbados. Su barco se pierde y el tío de Walter emprende una navegación para ir a buscar a su sobrino, mientras Florencia se empieza a encontrar sola.
El amor que siente Florencia al principio por su padre evita que se marche, pero al final, conspira contra él junto al Sr. Carker, juntos arruinarán la imagen pública de Dombey. Hacen así que después de que ella luche con Dombey; cuando él descubre que ella se ha ido, él culpa a Florencia, la golpea en su cólera, y hace su funcionamiento ausente en fright. Señora Dombey informa a  Carker de que Florencia vuelve con su padre. Loco, sin esperanzas financieras ni personales, Carker se suicida tirándose a las vías del tren. 
Desde la muerte de Carker  la compañía del Sr. Dombey se derrumba, y este acaba arruinado. Walter vuelve a casa, después de la tragedia del naufragio, y se casa con Florencia, quien se reconcilia con su padre. Así Dombey acaba encontrando la felicidad al lado de su hija.

## Temas
Como en la mayor parte de las obras de Dickens hay temas de carácter social. Se ocupa principalmente de tratar algo común en aquel entonces, las finanzas. Otros de los temas es la crueldad que hay con los niños (sobre todo en la relación de Dombey con Florencia), las relaciones familiares, la traición, el engaño y las consecuencias de las mismas. Además trata sobre el orgullo y la arrogancia. 
Un tema secundario es la destrucción y la degradación de la gente y de lugares causadas por la industrialización.

## Personajes
- Sr. Paul Dombey - el dueño rico de la compañía de envíos.
- Señora Fanny Dombey - la primera esposa de Sr. Dombey, la madre de Florencia y Paul.
- Paul Dombey (hijo) - el hijo, es débil y a menudo está enfermo.
- Srta. Florencia Dombey - la hija mayor.
- James Carker (Sr. Carker el encargado) - encargado en negocio del Sr. Dombey
- Walter - amigo de Florencia, empleado del Sr. Dombey.